# چک، پاکستان
چک (به انگلیسی: Chak) یک شهرک در پاکستان است که در ایالت سند واقع شده‌است. چک ۴۰٬۰۰۰ نفر جمعیت دارد.